# 天仁茶業
天仁茶業股份有限公司（英語：TenRen Tea Co., Ltd.，簡稱：天仁茶業，臺證所：1233），創始於1953年的臺灣茶葉經銷企業，旗下連鎖門市名為「天仁茗茶」，有天福茗茶、天仁喫茶趣等多個品牌。

## 簡史

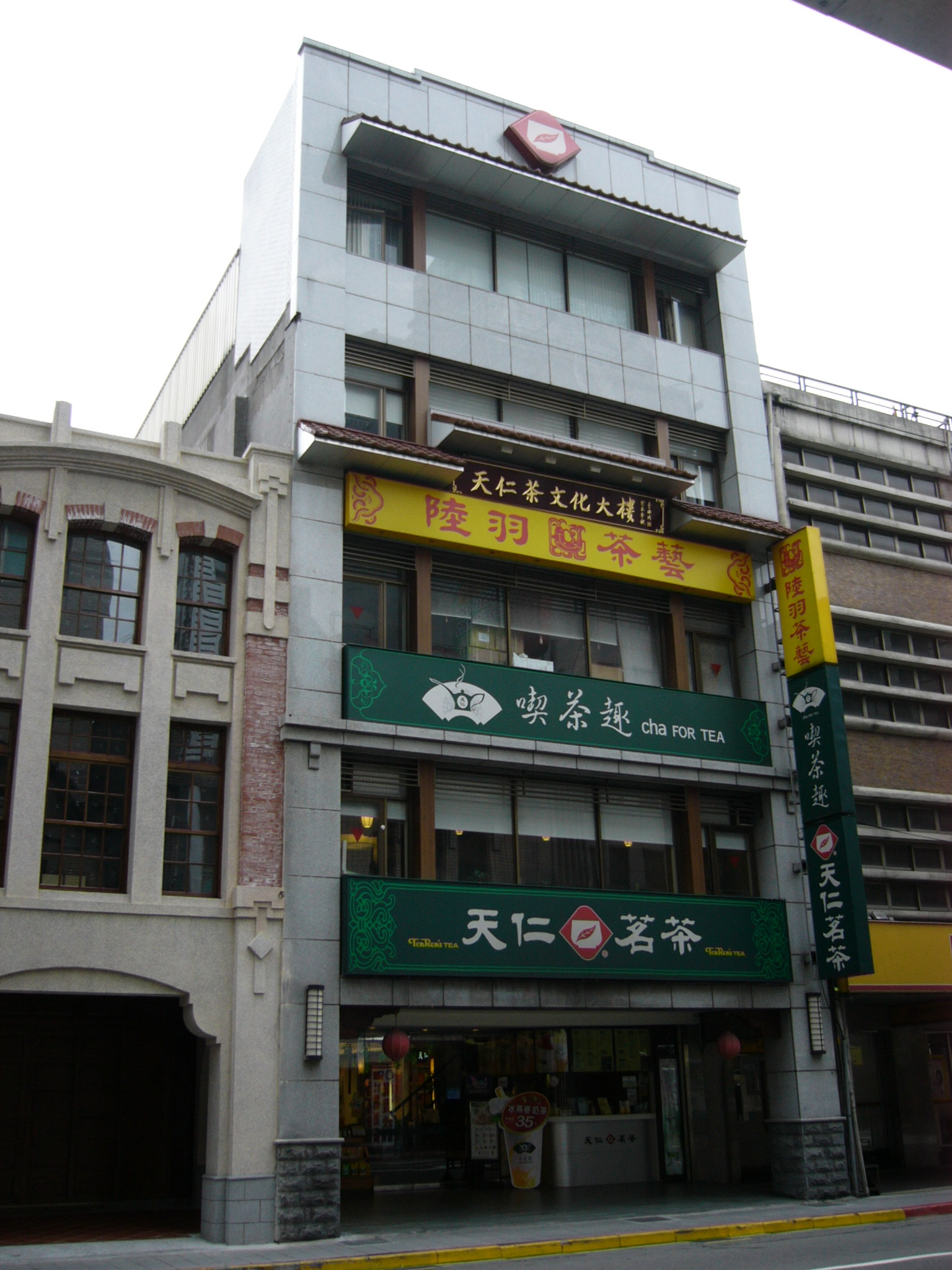
天仁茶文化大樓

- 1953年，李瑞河父親在高雄縣岡山鎮創立「銘峰茶行」，為天仁茶業前身[4]。
- 1961年，「天仁茗茶」第一家門市在臺南市開幕。
- 1968年，「天仁茶業有限公司」成立。
- 1975年，天仁茶業改組為「天仁茶業股份有限公司」。
- 1980年，成立關係企業「陸羽茶藝股份有限公司」。
- 1984年，成立「財團法人天仁茶藝文化基金會」。
- 1993年，於中國大陸創立「天福集團」，以「天福茗茶」為商標。
- 1997年，天仁茶業於中華民國證券櫃檯買賣中心股票上櫃，另成立子公司「天仁實業股份有限公司」。同年11月，吉祥物‘天仁茗望’誕生。
- 1999年，天仁茗茶於臺灣證券交易所股票上市。
- 2000年，成立臺灣連鎖茶館「天仁喫茶趣」。
- 2003年，天仁茶品寶特瓶裝上市，授權可口可樂公司生產並使用其商標。
- 2003年12月10日，臺北市「天仁茶文化大樓」啟用。
- 2006年6月15日，成立「天仁茶文化館」。[5][6][7]
- 2012年，賓仕國際取得天仁茗茶香港特許經營權[8][9]

## 爭議

### 農藥超標
2011年8月，消基會公布檢測報告，指出天仁的烏龍茶，含有不得檢出的農藥新殺蟎。天仁回應，將全面下架並且銷毀。
2012年，天仁進口的西洋蔘茶包、蔘片以及蔘粉在海關被食品藥物管理署檢出6種不得檢出的農藥殘留，包括已禁用多年的致癌物DDT和五氯硝基苯。天仁則自行將相關商品下架。
2014年10月，據《今周刊》調查，天仁的罐裝高山烏龍茶檢測出10種農藥殘留。天仁回應，可能是環境因素。
2015年5月，台中市衛生局表示，天仁供應給連鎖飲料店休閒小站的紅茶茶葉，驗出農藥芬普尼超標，相關茶葉將下架回收。該批茶葉自越南進口。天仁表示已申請複驗，而且一般茶葉使用的農藥非水溶性。
2020年10月，天仁自中國大陸進口的普洱茶被檢驗出2-苯基苯酚殘留過量。

## 外部連結
- 天仁茗茶 （页面存档备份，存于）（繁體中文）（英文）
- 天福茗茶 （页面存档备份，存于）（简体中文）（英文）
- 喫茶趣 （页面存档备份，存于）（中文）（英文）
- 天仁喫茶趣chaFORTEA粉絲團的Facebook專頁
- 天仁茗茶找茶粉絲團的Facebook專頁